# Paul Althaus (teológus, 1888–1966)
August Wilhelm Hermann Paul Althaus (Ifjabb Paul Althaus) (Obershagen, 1888. február 4. – Erlangen, 1966. május 18.) német evangélikus teológus.

## Élete
Apja Paul Althaus evangélikus teológus, egyetemi tanár volt. Tübingenben és Göttingenben teológiát hallgatott, különösen nagy hatást gyakorolt rá Adolf Schlatter. Göttingenben Eduard Stange vezetésével doktorált, 1913 és 1914 közt ugyanitt habilitált. Az első világháború alatt tábori lelkészként szolgált. 1919-től a szisztematikus teológia professzora lett a Rostocki Egyetemen.
1925-ben Erlangenben lett a szisztematikus és az újszövetségi teológia tanszékének vezetője. 1929. nyári félévtől az erlangeni keresztény diákunió tiszteletbeli tagja lett. 1932ig csak szisztematikus teológiát tanított, ezután oktatott újszövetségi teológiát is. 1932 és 1964 közt az egyetem prédikátori tisztét is betöltötte. 1926 és 1964 közt a Luther-Gesellschaft elnöke volt.
1933-ban mint "isteni ajándékot és csodát" üdvözölte a nemzetiszocializmus hatalomra kerülését, ennek ellenére a második világháború után az egyetem nácitlanítási bizottsága egyik vezetője volt. 1947. január 31-én kiderült a nemzetiszocializmusban való részvétele, emiatt az amerikai katonai kormányzat saját nácitlanítási programja keretében elmozdította tisztségéből. 1948-ban ismét engedélyezték, hogy az egyetemen tanítson, itt 1966-os nyugdíjazásáig dolgozott. 1953-ban a  Bayerischen Akademie der Wissenschaften tagjává választották. Irodalmi hagyatékának gondozója Gotthard Jasper történész volt.

## Válogatott munkái
- Luther und das Deutschtum, Lipcse, 1917
- Die letzten Dinge. Entwurf einer christlichen Eschatologie, Gütersloh, 1922
- Kirche und Volkstum. Der völkische Wille im Lichte des Evangeliums, Gütersloh, 1928
- Grundriß der Ethik, Erlangen, 1931
- Die deutsche Stunde der Kirche, Göttingen, 1933
- Obrigkeit und Führertum. Wandlungen des evangelischen Staatsethos in Deutschland, Gütersloh, 1936
- Der Christenglaube und das Sterben, Gütersloh, 1941
- Vom Sterben und vom Leben, Gütersloh, 1950
- Die Theologie Martin Luthers,  Gütersloher Verlags-Haus G. Mohn, Gütersloh, 1962
- Die Ethik Martin Luthers, Gütersloh, 1965
- Der Brief an die Römer (NTD 6), Göttingen, 10. Auflage, 1966
- Die Christliche Wahrheit. Lehrbuch der Dogmatik, 8. kiadás, Gütersloh, 1969

## Fordítás
- Ez a szócikk részben vagy egészben  a   Paul Althaus című angol Wikipédia-szócikk ezen változatának fordításán alapul.  Az eredeti cikk szerkesztőit annak laptörténete sorolja fel. Ez a jelzés csupán a megfogalmazás eredetét és a szerzői jogokat jelzi, nem szolgál a cikkben szereplő információk forrásmegjelöléseként.